# Camptotypus arianus
Camptotypus arianus là một loài tò vò trong họ Ichneumonidae.